# Lill-Ockeltjärnen
Lill-Ockeltjärnen är en sjö i Norsjö kommun i Västerbotten och ingår i Skellefteälvens huvudavrinningsområde.